# Michael Grant (Schriftsteller)
Michael Grant (* 26. Juli 1954 in Los Angeles als Michael Reynolds) ist ein US-amerikanischer Autor. Er wurde bekannt durch seine Jugendbücher.

## Leben
Da seine Eltern beim Militär arbeiteten, musste er in seiner Kindheit oft umziehen. Er besuchte 10 Schulen in 5 US-Bundesstaaten und nochmals 3 in Frankreich und lebte in fast 50 Häusern in 14 Bundesstaaten. Er selbst sagt, er sei Autor geworden, um sich nicht an einen Ort binden zu müssen. Er lebt mit seiner Frau Katherine Alice Applegate, eine Science-Fiction-Autorin, zwei Kindern und vielen Tieren in Irvine, Südkalifornien (Stand 2017). Ein anderer auf seiner Webseite angegebener (früherer) Wohnort ist die San Francisco Bay Area.
Michael Grant hat mehr als 160 Bücher geschrieben, die meisten als Co-Autor mit seiner Frau. Sie sind vor allem Bücher für junge Erwachsene. Sein bisher größter Erfolg ist die sechsteilige Buchreihe Gone.

## Werke (Auswahl)

### Gone-Reihe
Season One
- Gone (2008) (dt. Verloren, 2010)
- Hunger (2009) (dt. Hunger, 2010)
- Lies (2010) (dt. Lügen, 2011)
- Plague (2011) (dt. Rache, 2012)
- Fear (2012) (dt. Angst, 2014)
- Light (2013) (dt. Licht, 2010)

Season Two
- Monster (2017)
- Villain (2018)
- Hero (2019)

### BZRK-Reihe
- BZRK (2012)
- BZRK Reloaded (2013)
- BZRK Apocalypse (2014)
- BZRK Origins (2013)

### Die fabelhaften 12-Reihe
- Die Berufung (2011)
- Die Mission (2011)
- Der Schlüssel (2013)
- The Power (keine deutsche Übersetzung)

### Einzelbücher
- Eve & Adams (mit K. Applegate)

Außerdem erschienen bisher nur auf Englisch: Die Messenger of Fear-Reihe und die Front Lines-Trilogie.